# うお座ガンマ星
うお座γ星（うおざガンマせい、γ Piscium, γ Psc）は、うお座の恒星で4等星。
うお座の中ではうお座η星に次いで2番目に明るい。この星は、うお座のアステリズムであるCircletを構成している。
この星は、黄色の準巨星で表面温度は5000Kから6000Kである。表面温度は太陽より若干低いが、半径は11倍あり、太陽の61倍の光を放出している。かつては白色のA2型の恒星であり、約14億歳である。
うお座γ星は、1年に3/4秒の速さで天球を移動している。この事実は、この恒星は銀河系の別の場所から移動してきたことを示している。金属量はわずか太陽の4分の1で、比較的金属の少ない銀河系外縁部の薄い円盤部分でできたことを示している。また、炭素や窒素の含量も少ない。

## 名称
バビロニアの魚の女神の名前から、シンマ（Simmah）と呼ばれていたこともあった。